# Laguna Terraplén
La laguna Terraplén es un lago de origen glacial andino ubicado en Argentina, en el territorio de la provincia del Chubut, en el departamento Futaleufú, Patagonia.

## Geografía
La laguna Terraplén se encuentra cerca, pero fuera del territorio del Parque Nacional Los Alerces, en un amplio valle glaciar.
Se alimenta de pequeños arroyos de las colinas de los alrededores, sobre todo de la parte sur del Cordón Rivadavia ubicado al norte. Recibe las aguas de la laguna El Plátano ubicado a dos kilómetros al norte, en sí impulsado por la laguna de La Pera se encuentra un poco al noroeste. El emisario de estas lagunas fluye al noreste lado de la laguna Terraplén.
El río Desaguadero recoge las aguas de una serie de arroyos que drenan el Cordón Situación (donde se encuentra el Cerro Situación) y el Cordón Rivadavia este. Desemboca en el brazo sur del Lago Futalaufquen.
Forma parte de la cuenca del río Futaleufú, que desemboca en el Océano Pacífico a través del río Yelcho en territorio chileno.

## Pesca
La laguna es un lugar de pesca muy popular. Es conocida por su riqueza en salmónidos. Hay pesca principalmente la trucha arco iris (Oncorhynchus mykiss), trucha marrón (Salmo trutta) y la trucha de arroyo (Salvelinus fontinalis).